# 自然発火性物質
自然発火性物質（英語：pyrophoricity）とは自然発火する性質を持つ物質である。
つまり、その自己発火温度は、室温より低い。
例として硫化鉄、およびウランを含む多くの反応性の高い金属がある。
粉末になったり、薄くスライスされたり、それらが水または湿った空気に触れた時に、発火性物質に火がつく。
それらは、アルゴンまたは一部の例外を除いて窒素などの不活性ガス雰囲気下で問題なく取り扱われることができる。

## 自然発火性物質の安全な取扱い

### 液体
自然発火性のある液体は、少量の場合テフロン加工されたビンに保存される。
大量の場合にはガスシリンダーに類似した金属タンクで供給される。

### 固体
自然発火性のある固体は、不活性ガスで満たされた密封されたグローブボックスで保存される。
グローブボックスは高価で、メンテナンスを必要とする。
このため、少量の自然発火性のある固体はオイルや炭化水素溶媒に溶かしたり沈めた状態で販売されている。
軽度の自然発火性のある固体、例えばリチウム、アルミニウム粉、金属の水素化物などは短期間は空気中で取り扱われることもある、しかし、保存容器は不活性ガスを充填していなければならない。

## 用途
その特性を活かして着火剤やロケット燃料、試験薬等に利用される。

## 自然発火性物質の材料の処分
自然発火性物質は慎重に処分されなければならない。

## 自然発火性物質の一覧

### 固体
- 第1族元素の金属
- グリニャール試薬
- ウラン
- リン

### 粉末
- アルミニウム粉

### ガス
- アルシン
- ジボラン
- リン化水素
- シラン (化合物)

### 液体
- ヒドラジン